# Наполеоне Феррара
Наполеоне Феррара (італ. Napoleone Ferrara, англ. Napoleone Ferrara, нар. 26 липня 1956, Катанія,Італія) — американський учений італійського походження. Праці в основному присвячені молекулярній біології. Здобув популярність як дослідник фактора росту ендотелію судин. На основі його досліджень розроблені ліки Бевацизумаб і Ранібізумаб.

## Нагороди та визнання
- 2005:Grand Prix Lefoulon-Delalande [1]
- 2006:Премія Пассано[de][2]
- 2006: член Національної академії наук США [3].
- 2006:Премія імені Альфреда П. Слоуна з онкології[4]
- 2007 ASCO Science of Oncology Award Американського товариства клінічної онкології (ASCO)[5]
- 2010:Премія Ласкера[6].
- 2011:Премія Пола Янссена з біомедичних досліджень[en]
- 2013:Премія за прорив у науках про життя[7].
- 2014:Міжнародна премія Гайрднера[8].
- 2014:Champalimaud Vision Award[de][9].
- 2018:Clarivate Citation Laureates